# ريتشارد ورمبراند
ريتشارد ورمبراند (بالرومانية: Richard Wurmbrand)‏ (24 مارس 1909 - 17 فبراير 2001) كان قس مسيحي روماني من أصل يهودي. وكان شاب خلال فترة نشاط معاداة السامية في رومانيا، ولكن هذا كان في عام 1948، 10 أعوام بعد أن أصبح مؤمنا بيسوع المسيح أنه المسيا المنتظر، ولديه الجرأة ليقول علنا أن الشيوعية والمسيحية غير متوافقتين فتعرض للسجن والتعذيب بسبب معتقداته. بعد أن قضى خمس سنوات (1959-1964) لحكم ثاني بالسجن، تم إخلاء سبيله مقابل عشرة آلاف دولار. وحثه زملائه في رومانيا بمغادرة البلاد والعمل من أجل الحرية الدينية في موقع أقل خطرا عليه. بعد قضاء بعض الوقت في النرويج وإنجلترا، قال انه وزوجته سابينا، التي كانت أيضا في سجن، هاجرا إلى أمريكا وخصصا ما تبقى من حياتهما لنشر ومساعدة المسيحيين الذين يتعرضون للاضطهاد بسبب معتقداتهم. وقال انه كتب أكثر من 18 كتابا، الأكثرهم شهرة على نطاق واسع هو العذاب الأحمر. الكثير من أعماله المختلفة تم ترجمتها إلى أكثر من 60 لغة. أسس منظمة صوت الشهداء الدولية، التي لا تزال تساعد المسيحيين في جميع أنحاء العالم الذين يتعرضون للاضطهاد بسبب إيمانهم.
ريتشارد ورمبراند كان الأصغر لأربعة أشقاء، ولد في عام 1909 في بوخارست وسط عائلة يهودية. كان يعيش مع عائلته في إسطنبول لفترة قصيرة. توفي والده عندما كان في التاسعة، وعادت عائلة ورمبراند لرومانيا عندما كان عمره 15 عاما. في فترة المراهقة، تم ارساله إلى دراسة الماركسية في موسكو، ولكنه عاد سرا في العام التالي. ملاحقا من البوليس السري، وألقي القبض عليه واحتجازه في سجن دوفتانا. عند عودته إلى بلده الأم، كان ورمبراند بالفعل وكيل كومنترن هام، وزعيم ومنسق مدفوع مباشرة من موسكو. مثل شيوعيون رومانيون آخرون ألقي القبض عليه عدة مرات، ثم حكم عليه بالسجن وأفرج عنه مرة أخرى.
تزوج سابينا اوستر في 26 أكتوبر سنة 1936. أصبح ورمبراند وزوجته مؤمنين بيسوع المسيح في عام 1938 من خلال شهادة كريستيان وولفكس، وهو نجار المسيحي روماني. وانضما إلى الكنيسة الإنجيلية. ورمبراند تم رسمه قسا مرتين - أولا كإنجيلي، ثم بعد الحرب العالمية الثانية كقس لوثري. في عام 1944، عندما احتل الاتحاد السوفيتي رومانيا كخطوة أولى لإرساء النظام الشيوعي، أطلق كنيسة لمواطنيه الرومانيين ولجنود الجيش الأحمر. عندما حاولت الحكومة السيطرة على الكنائس، أطلق على الفور «الكنيسة السرية» لأتباعه. ويتم ذكر ريتشارد لشجاعته في الوقوف في اجتماع لقادة الكنيسة منددا بسيطرة الحكومة على الكنائس. ألقي القبض عليه في 29 فبراير 1948، بينما كان في طريقه إلى خدمات للكنيسة.

## عقوبة الحبس
أمضى ورمبراند ثلاث سنوات في الحبس الانفرادي. كان هذا الحبس في زنزانة اثني عشر قدما تحت الأرض، مع عدم وجود أضواء أو النوافذ. لم يكن هناك صوت لأن حتى الحراس ارتدوا لباد على باطن أحذيتهم. وروى في وقت لاحق انه حافظ على سلامة عقله بالنوم أثناء النهار، والبقاء مستيقظا في الليل، وتدريب عقله وروحه بتأليف خطبة ثم إلقائها كل ليلة. بسبب ذاكرته الغير عادية، كان قادرا على استدعاء أكثر من 350 من تتلك الخطب، مجموعة مختارة من التي أدرجها في كتابه «مع الله في الحبس الانفرادي»، والتي نشرت لأول مرة في عام 1969. وخلال جزء من هذا الوقت، كان يتواصل مع سجناء آخرين من خلال إستغلال شفرة مورس على الحائط. بهذه الطريقة واصل أن يكون «ضوء الشمس» لزملائه السجناء بدلا من أن يكمن في انعدام الضوء الطبيعي.
في بداية فترة سجنه، تذكر كونه في ندم عميق حيث تذكر الخطايا الماضي والواجبات التي لم يؤديها. على عكس الانضباط الذي ساعده خلال الأيام في الأوقات اللاحقة داخل السجن، وكتب في وقت لاحق أن الله جاء له وزملائه السجناء في رؤية. نحن لا نرى أن كنا في السجن. حيث قال "كانت تحيط بنا الملائكة. كنا مع الله. لم نعد نؤمن بالله والمسيح والملائكة بسبب أن آيات الكتاب المقدس قالت ذلك. نحن لم نعد نتذكر آيات الكتاب المقدس بعد. نحن نتذكر أمور عن الله لأننا اختبرناها. بتواضع شديد يمكننا القول مع الرسل: "الذي رأيناه بأعيننا، الذي سمعناه بآذاننا، الذي شاهدناه ولمسته أيدينا، هذا ما نقوله لك".
أطلق سراح ورمبراند من فترة سجنه الأولى في عام 1956، بعد ثماني سنوات ونصف. على الرغم من انه قد تم تحذيره من الوعظ، استأنف عمله في الكنيسة السرية. ألقي القبض عليه مرة أخرى في عام 1959 وحكم عليه بالسجن لمدة 25 عاما. أثناء سجنه، تعرض للضرب والتعذيب. وشمل التعذيب النفسي البث المتواصل لعبارات تندد بالمسيحية وتشيد بالشيوعية. وحمل جسده آثار التعذيب لبقية حياته. على سبيل المثال، سرد في وقت لاحق أن باطن قدميه تعرض للضرب حتى تمزق اللحم، ثم في اليوم التالي ضُرب مرة أخرى حتى العظم. وقال أنه لم تكن هناك كلمات لوصف هذا الألم. ومع ذلك، ما اعتبره ورمبراند أسوأ من التعذيب هو إتهام الأبناء القسري لآبائهم.
خلال فترة سجنه الأولى، لم يتمكن أنصار ورمبراند من الحصول على معلومات عنه؛ في وقت لاحق وجدوا أن اسم مستعار قد تم استخدامه في سجلات السجن بحيث لا يمكن لأحد أن يتتبع مكان وجوده. زارت الشرطة السرية سابينا وتظاهروا أن زملائه السجناء قد أفرج عنهم. وزعموا أنهم حضروا جنازة ريتشارد في السجن. أثناء فترة سجنه الثانية، أعطيت زوجته سابينا أنباء رسمية بموت ريتشارد، التي قالت عنها انها لا تصدقها. سابينا نفسها قد ألقي القبض عليها في عام 1950 وأمضت ثلاث سنوات في العمل الجنائي على القناة. والسيرة الذاتية لسابينا لهذا الوقت كانت بعنوان  زوجه القس . ابنهما الوحيد ميهاي الذي أصبح فيما بعد شاب بالغ، طرد من الدراسة على مستوى الكلية في ثلاث مؤسسات لأن والده كان سجينا سياسيا. وكانت محاولته للحصول على إذن للهجرة إلى النرويج لتجنب الخدمة الإلزامية في الجيش الشيوعي ناجحة.
في نهاية المطاف، إستلم ورمبراند عفوا في عام 1964. وإذ يساوره القلق لإمكانية أنه قد يضطر للخضوع لمزيد من السجن، تفاوضا  مهمة النرويجية لليهود  والتحالف العبري المسيحي مع السلطات الشيوعية من أجل إطلاق سراحه من رومانيا مقابل $7000 (على الرغم من أن معدل السجناء السياسيين كان 1900 $). اقتنع ريتشارد من قبل قادة الكنيسة السرية بأن يرحل ويصبح صوتا للكنيسة المضطهدة. وكرس بقية حياته في هذا الجهد، على الرغم من تحذيرات وتهديدات بالقتل.
لقد كان صديقا جيدا لكوستاشي لونيد وهو شاعر روماني مسيحي معروف.

## الإنجازات والتأثير
سافر ورمبراند إلى النرويج، وإنجلترا، ثم إلى الولايات المتحدة. وفي مايو 1966، شهد في واشنطن العاصمة أمام مجلس الشيوخ الأمريكي. وتلك الشهادة التي خلع فيها قميصه أمام كاميرات التلفزيون لإظهار آثار تعذيبه، جلبت له اهتمام الرأي العام. أصبح يعرف باسم صوت الكنيسة السرية، وفعل الكثير لجذب الانتباه لاضطهاد المسيحيين في الدول الشيوعية. وجمع أدلة مفصلة عن أن ماركس كان شيطاني.
في أبريل 1967، شكل ورمبراند  يسوع إلى العالم الشيوعي (سميت لاحقا بصوت الشهداء)، وهي منظمة فئوية عملت في البداية مع للمسيحيين المضطهدين في الدول الشيوعية، ولكن في وقت لاحق توسعت أنشطتها لمساعدة المؤمنين المضطهدين في أماكن أخرى، وخاصة في العالم الإسلامي.
في عام 1990 عاد ريتشارد وسابينا ورمبراند إلى رومانيا للمرة الأولى منذ 25 عاما. افتتح صوت الشهداء" مرفق لطباعة وبيع الكتب في بوخارست. وكان عمدة بوخارست الجديد قد عرض مساحة تخزين للكتب تحت قصر الدكتاتور السابق نيكولاي تشاوشيسكو - حيث قضى ريتشارد سنوات في الحبس، مصليا لأجل كنيسة في وطنه. تشارك ورمبراند في الوعظ مع كهنة محليون من جميع الطوائف تقريبا.
كتب ورمبراند 18 كتابا باللغة الإنجليزية وغيرها باللغة الرومانية. صدر كتابه الأكثر شهرة، بعنوان العذاب الأحمر" في عام 1967. وفي العديد منهم يكتب بجرأة شديدة وبشكل قاطع مهاجما الشيوعية. ولكنه حافظ على الأمل والرحمة حتى بالنسبة لأولئك الذين عذبوه من خلال "النظر إلى الرجال ... ليس كما هم، ولكن كما سوف يكونون... وأمكنني أيضا أن أرى في مضطهدينا... الرسول بولس المستقبلي... وسجان فيلبي الذي تحول". ورمبراند عاش آخر حياته في بالوس فيرديس في كاليفورنيا. توفي عن عمر يناهز ال 91 عاما في 17 فبراير 2001. في مستشفى في تورانس بولاية كاليفورنيا. زوجته سابينا قد توفي قبله بستة أشهر في 11 أغسطس، 2000. وفي عام 2006، تم التصويت لصالحه في المركز الخامس بين أكبر الرومانيين وفقا لاستطلاع "أعظم 100 روماني".

## روابط خارجية
- ريتشارد ورمبراند على موقع IMDb (الإنجليزية)
- ريتشارد ورمبراند على موقع ديسكوغز (الإنجليزية)